# Travonie

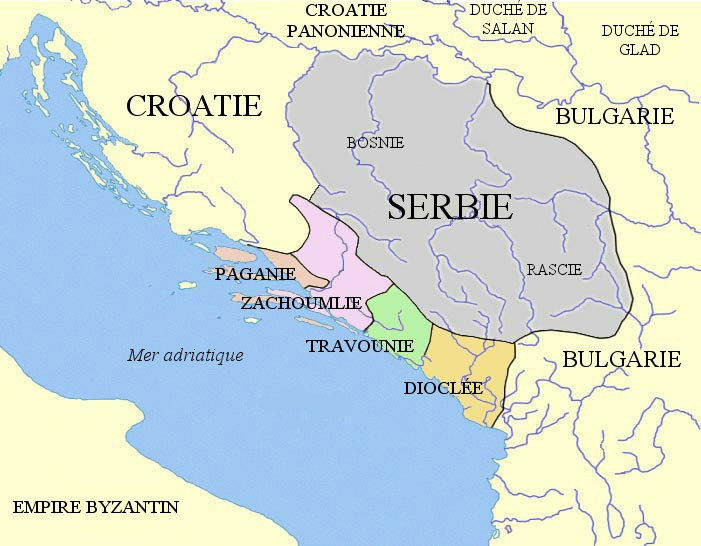
Travonie au IXe siècle, selon De Administrando Imperio.

Travonie ou Travounie (en serbe : Травунија ou Травуња, en latin : Terbounia, translittération : Travunija ou Travunja) est un royaume médiéval centré sur Trebinje dans l'Herzégovine orientale (faisant partie de l'actuelle Bosnie-Herzégovine), et la Dalmatie méridionale (faisant partie de la République de Croatie), avec façade maritime entre Dubrovnik et Kotor.
Le de administrando Imperio énonce :
"C'est de la cité de Decatera que commence le domaine de Terbounie et qu'il s'étend de son long jusqu'en Raguse; il est voisin à la Serbie dans ses côtés montagneux."
" La Travonie (Terbounie) et Konavli sont unis. Ses habitants sont originaires des Serbes non chrétiens, qui vivent là depuis l'archonte qui s'enfuit de la Serbie non chrétienne vers l'Empereur Héraclius et l'archonte serbe Vlastimir
"Les archontes de Travonie ont toujours été des sujets de l'archonte de Serbie"
"Les cités peuplées de Travonie et Konavli sont: Travounia (η Τερβουνία), Vrm (το Ὀρμός), Risan (τα Ῥίσενα), Lukavete (το Λουκάβεται), Zetlivi (το Ζετλήβη)."
La Travonie bordait la Zachlumie à l'ouest, la cité de Raguse ou Dubrovnik au sud-ouest, la Dioclée au sud et la Serbie au nord. Sa côte maritime s'étendait de Dubrovnik jusqu'aux bouches de Kotor.

## Histoire
La Travonie entre très tôt en confédération avec les princes serbes de Rascie. Au début du IXe siècle, le duc Vlastimir de Serbie marie sa fille au duc Krajina, fils de Beloje, le prince de Travonie.
Le prince serbe Časlav Klonimirović de la Maison des Vlastimirović incorpore totalement cette aire dans son domaine entre 927 et 940. Après la mort de Caslav en 960, la Travonie est disputée entre Byzance et la Bulgarie. Vers 968, c'est une partie de l'état médiéval croate gouverné par Petar Krešimir IV de Croatie. Elle échoit aux princes serbes de la Maison des Vojislavljević de Zeta vers le milieu du XIe siècle, et plus tard aux princes serbes de la Maison des Nemanjić de Rascie.
Les Chroniques du prêtre de Duklja, un document du XIIe siècle, mentionne également la Travonie. 

## Peuple, religion et culture
La Travonie était habitée par les Serbes orthodoxes de l'Est.

## Liste de souverains
- Beloje (en), vers 840-850
- Krajina Belojević (en), vers 850-880
- Hvalimir, vers 890
- Dragimir de Travonie et Zachlumie (en), vers 1000-1018[3]
- Domanek de Travonie (en), vers 1055
- Desa (prince), vers 1149-1162
- Grdeša (en), vers 1170-1180